# Rupert Brooke
Pour les articles homonymes, voir Brooke.
Rupert Chawner Brooke, né le 3 août 1887 et mort le 23 avril 1915, est un poète anglais connu tant pour ses poèmes idéalistes anti-guerre, les War Sonnets écrits pendant la Première Guerre mondiale (notamment The Soldier), que pour les poèmes qu'il a écrits en temps de paix, particulièrement The Old Vicarage, Grantchester et The Great Lover. Il était aussi connu pour sa beauté juvénile, ce qui amena W. B. Yeats à le décrire comme « le plus beau jeune homme d'Angleterre » (the handsomest young man in England).

## Biographie
Brooke est né au 5, Hillmorton Road à Rugby, dans le Warwickshire. Il est le fils de William Parker Brooke, maître d'école à Rugby, et de Ruth Mary Brooke née Cotterill. Il fut élève à Hillbrow Prep School avant d'être éduqué à la Rugby School. Tout en voyageant en Europe, il prépara une thèse intitulée John Webster and the Elizabethan Drama, ce qui lui valut une bourse d'études pour King's College (Cambridge), où il devint membre des Cambridge Apostles, aida à fonder le club de théâtre Marlowe Society et joua dans plusieurs pièces. Il fut aussi un des fondateurs puis présidents de 1909 à 1910 de la Fabian Society de Cambridge, qui deviendra ensuite le Cambridge Universities Labour Club. Brooke se fit des amis parmi un groupe d'écrivains, le Bloomsbury Group, dont certains membres admiraient son talent, alors que d'autres étaient plus impressionnés par sa prestance. Brooke appartint à un autre groupe littéraire connu sous le nom de « Georgian Poets », et fut le membre le plus important des « Dymock Poets », nom associé au village de Dymock, dans le Gloucestershire où il passa quelque temps avant la guerre. Il vécut également dans une maison appelée Old Vicarage (en), à Grantchester (maison occupée par Jeffrey Archer et sa femme Mary Archer).
Brooke parcourut les États-Unis et le Canada afin d'écrire des récits de voyage pour la Westminster Gazette. Il visita également quelques îles dans les mers du Sud. Il fut plus tard révélé qu'il avait engendré une fille avec une Tahitienne au cours de son voyage. Il vécut aussi une relation amoureuse avec l'actrice Cathleen Nesbitt. Brooke fut également fiancé à Noël Olivier (en), qu'il rencontra lorsqu'elle avait 15 ans et qu'elle était élève de la progressiste Bedales School.
Sa poésie sophistiquée des sonnets attira de nombreux admirateurs et il fut révélé par Edward Marsh, qui le présenta à Winston Churchill, qui était alors Premier Lord de l'Amirauté. Il fut mobilisé par la Royal Navy peu de temps après son 27e anniversaire et il prit part au siège d'Anvers en octobre 1914. Il prit la mer avec la Mediterranean Expeditionary Force (en) le 28 février 1915 mais développa une septicémie après l'infection d'une piqûre de moustique. Il mourut le 23 avril 1915 sur le navire-hôpital Duguay-Trouin ancré au large de l'île de Skyros, en Grèce, sur le chemin vers la bataille de Gallipoli. Les forces expéditionnaires ayant reçu un ordre de départ immédiat, il fut enterré dans un champ d'oliviers sur l'île, où se trouve encore sa tombe.
André Gide et son ami Henri Ghéon admiraient les poésies de cet auteur.

## Œuvres
- Dans la poussière des dieux, présentation de Henry James, choix, traduction et postface de Patrick Hersant, « Orphée », La Différence, 1991.
- Lettres d'Amérique, préface de Henry James, traduction et présentation de Jean Pavans, "Voyageurs", Payot, 1998.
- Si je meurs... 1914 et autres poèmes, préface de Charles Ficat, traduction collective revue par Nicole Vallée, Bartillat, 2003.